# Blackwater (Missouri)
Blackwater – miasto w Stanach Zjednoczonych, w stanie Missouri, w hrabstwie Cooper.